# Maria Francesca Nascinbeni
Maria Francesca Nascinbeni, född 1658, död 1680, var en italiensk kompositör.
Hon utgav 1674 sin egen bok med kompositioner. 